# Селимовская волость (Изюмский уезд)
Селимовская во́лость — историческая административно-территориальная единица Изюмского уезда Харьковской губернии с волостным правлением в селе Селимовка.
По состоянию на 1885 год состояла из 14 поселений, 18 сельских общин. Население — 3188 человек (1605 человек мужского пола и 1583 — женского), 518 дворовых хозяйств.
|                       | Площадь | В т.ч. пахотной |
| --------------------- | ------- | --------------- |
| Сельских общин        | 2280    | 1665            |
| Частной собственности | 16994   | 11209           |
| Другой собственности  | 100     | 40              |
| В целом               | 19374   | 12914           |

Основные поселения волости:
- Селимовка (Шахово) - бывшее владельческое село при реках Бахмуте и Сухой в 75 верстах от уездного города Изюма. В селе волостное правление, 198 дворов, 1030 жителей, православная церковь, школа, лавка, 2 ярмарки (9 марта и 1 октября).

Храмы волости:
- Покровская церковь в селе Селимовке.

Священнослужители Покровской церкви:
- 1840 - священник Автоном Яковлевич Полницкий
- 1840 - дьячок Максим Николаевич Пивоваров
- 1840 - пономарь Павел Артемович Попов
- 1896 - священник Петр Юшков